# Vlag van Kachin

Vlag van Kachin

De vlag van Kachin heeft een blauwe cirkel met witte bergen afgezet met Manaw-palen op een groen veld. De vlag is sinds 2010 in gebruik genomen.
De vorige vlag die 1974 tot 2010 werd gebruikt, heeft op de blauwe vlag staat de hoogste berg van Myanmar afgebeeld, de 5.889 meter hoge Hkakabo Razi.

Historische vlaggen
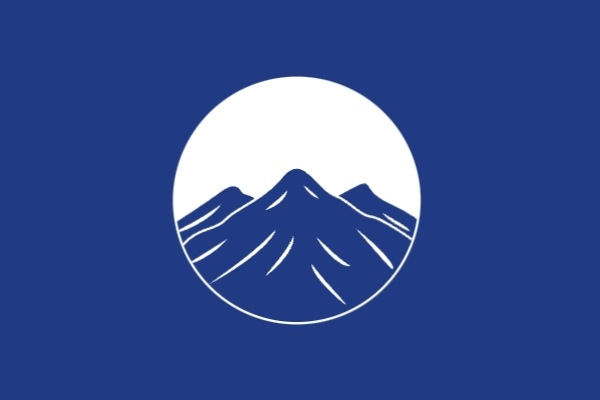
1974-2010